# 短尾龙蜥
短尾龙蜥（学名：Diploderma brevicaudum）隶属于鬣蜥科（飞蜥科）龙蜥属的一种蜥蜴，主要分布于中华人民共和国云南省西北部横断山脉地区。

## 分类
短尾龙蜥被发现描述后划属攀蜥属（Japalura）。2018年，奧克拉荷馬大學的王剀博士等人於《林奈學會動物學雜誌》（Zoological Journal of the Linnean Society）提出過去的攀蜥屬（Japalura）並非單系群，其地理分布和親緣關係上都跟其他的樹棲鬣蜥混雜。為了解決物種混亂的問題，王剀等人將該屬拆分為四個屬。原先的攀蜥屬（Japalura）繼續沿用，但是只限用於南亞的類群，並恢復過去的龙蜥属（Diploderma）。现本种被归入龙蜥属。
2020年，部分中国学者建议将 Japalura 的中文名改为“龙蜥属”，而将 Diploderma 的中文属名改名为“攀蜥屬”。故在有些资料中，本种也被称为“短尾攀蜥”。然而在中国科学院昆明动物研究所研究人员主编的《中国两栖、爬行动物分类变动汇总》中未接受该建议，仍将 Diploderma 称为“龙蜥属”。